# Virginia Urdaneta (actriz)
María Virginia Urdaneta Ocando (n. 30 de mayo de 1954 en Caracas, Venezuela) es una  arquitecta y actriz de teatro, cine y televisión venezolana.

## Biografía
Egresada de la Universidad Simón Bolívar de Venezuela con el título de Arquitecto. Paralelamente a su carrera, desarrolló una vocación por el teatro, cine y televisión.
Ocando se inició en las tablas en 1977, con el grupo teatral de la Universidad Simón Bolívar. En la pantalla grande, ha protagonizado películas como Manuel, La máxima felicidad y En Sabana Grande siempre es de día. 
Ha dado vida a personajes en telenovelas como Elizabeth, La bruja, Abigaíl, El desprecio, Volver a vivir, Estrambótica Anastasia, Toda una dama de RCTV, Válgame Dios o Si me miran tus ojos; y entre sus últimas actuaciones se encuentra De todas maneras Rosa de Venevisión.
Estas participaciones en el teatro y el cine le han traído premios y reconocimientos como el Premio Municipal de Cine como Mejor Actriz Principal y Mención Honorífica del Festival de Mérida, ambos por su participación protagónica en la película Manuel de Alfredo Anzola en 1980, y el Premio del Festival de Mérida como Mejor Actriz Principal por su participación en la película La máxima felicidad de Mauricio Wallerstein. Premio del Concurso Monteávila de Obras Inéditas (2012) con su primera obra teatral Chateando.

### Vida privada
Fue pareja de Anatoly Goldberg; escenógrafo ruso. Tuvo dos hijos; Alan y Erika Goldberg. Entre 1981 y 1993 fue pareja del actor chileno Marcelo Romo.

## Filmografía

### Telenovelas
| Año       | Título                  | Cadena                                 | Personaje/Papel                |
| --------- | ----------------------- | -------------------------------------- | ------------------------------ |
| 1981      | Elizabeth               | RCTV                                   |                                |
| 1981      | Luisana mía             | RCTV                                   | Flor                           |
| 1982      | La bruja                | Venevisión                             |                                |
| 1984      | La dueña                | VTV                                    | Miriam Galván                  |
| 1988      | Señora                  | RCTV                                   | Mercedes Mendoza               |
| 1988      | Abigaíl                 | RCTV                                   | Carlota                        |
| 1991      | El desprecio            | RCTV                                   | Berenice Santamaría            |
| 1996      | Volver a vivir          | RCTV                                   | Augusta Suñer (Villana)        |
| 2002      | Juana, la virgen        | RCTV                                   |                                |
| 2002      | Mi gorda bella          | RCTV                                   |                                |
| 2004      | Estrambótica Anastasia  | RCTV                                   | Mercedes                       |
| 2007-2008 | Toda una dama           | RCTV                                   | Eleonora Laya                  |
| 2010      | Si me miran tus ojos    | Venevisión                             | Julia                          |
| 2012      | Válgame Dios            | Venevisión                             | Mercedes "Mercedita" Rodríguez |
| 2012      | Mi ex me tiene ganas    | Venevisión                             | Jueza del fallo de Angelito    |
| 2013      | Las bandidas            | Televen / Televisa / R.T.I. Televisión | Felicia                        |
| 2013-2014 | De todas maneras Rosa   | Venevisión                             | Alma Blanca Bermúdez           |
| 2015-2016 | Vivir para amar         | TVes                                   | Alcira                         |
| 2015      | Amor secreto            | Venevisión                             | Madre de Juan Pablo            |
| 2016      | Entre tu amor y mi amor | Venevisión                             | Directora del penal            |

### Series
- Escándalos (2015) - Inés Tabares

### Cine
- Manuel (1980).
- La máxima felicidad (1982).[3]
- En Sabana Grande siempre es de día (1988).

## Teatro[4]
- Pa' Lante
- Un tranvía llamado Deseo
- Monólogos de la vagina[5]
- Venezia
- A 2.50 la Cuba libre
- La quema de Judas
- Con los tacones bien puestos
- Nuestra Señora De las Nubes
- Suegras
- El espíritu burlón
- Chateando
- Eclipse en la Casa Grande
- Gaz
- Baño de damas
- América y yo
- Primero muerta que bañada en sangre
- Ambas tres
- De todos modos
- Dos de amor
- Anselmo y Gata
- Parece mentira